# Hanuman Singh
Hanuman Singh Rathore  (ur. 16 lutego 1950 w Bhagwanpurze) - indyjski koszykarz, uczestnik Letnich Igrzysk Olimpijskich 1980
Na olimpiadzie rozegrał 5 spotkań. Razem z drużyną zajął ostatnie 12. miejsce. Zdobył:
- 10 punktów,
- 9 zbiórek,
- 19 asyst,
- 8 przechwytów[1].

W roku 1975 został laureatem nagrody Arjuna Award.